# Bolsa de Irak
La Bolsa de Irak (ISX) antes conocida bajo el nombre de Bolsa de Bagdad es la única bolsa de valores del país. Está ubicada en Bagdad. 
La Bolsa de valores iraquí comenzó a operar el 24 de junio de 2004. Opera bajo la supervisión de la Comisión de Valores de Irak, una comisión independiente creada por la U.S. Securities and Exchange Commission o la Comisión de títulos financieros y bursátiles de EE. UU.
Antes de la invasión de Irak en 2003, la bolsa de valores del país se llamaba Bolsa de Valores de Bagdad y era operada por el Ministerio de Finanzas iraquí.
Abrió en 2004 con 15 empresas y ahora enumera más de 100 empresas.
El ISX se abrió a inversores extranjeros el 2 de agosto de 2007.
El 19 de abril de 2009, el ISX cambió al comercio electrónico.
La Bolsa de Valores de Irak es miembro de la Federación de Bolsas de Valores Euroasiáticas.